# アーネスト・シェリング
アーネスト・ヘンリー・シェリング（Ernest Henry Schelling, 1876年7月26日 - 1939年12月8日）はアメリカ合衆国のピアニスト・指揮者・作曲家。

## 生涯
ニュージャージー州ベルヴァディアー出身。スイス出身の父親の手ほどきを受けて音楽的神童として名をはせ、わずか4歳にしてフィラデルフィア音楽アカデミーに入学。7歳でヨーロッパに留学し、パリ音楽院に進学する。ハンス・フーバー、モーリッツ・モシュコフスキー、テオドール・レシェティツキー、ヤン・パデレフスキらに師事。
シェリングは、後にバーンスタインによって有名になったニューヨーク・フィルハーモニー管弦楽団の青少年のためのコンサートを開始した指揮者である。初回は1924年3月27日に催された。この演奏会は、オーケストラの演奏に、オーケストラについていくつかの側面からの講演を交えるというもので、青少年にさまざまな刺激を与えることができるように考慮されていた。この演奏会は、親ばかりか子供たちからも受けが良く、シェリングはニューヨークだけでなく、フィラデルフィアやロンドン、ロッテルダム、ロサンジェルスなどでも同様の演奏会を主宰した。
先妻ルーシー・ハウ・ドレイパーとは1905年に結婚したが、1938年に先立たれている。1939年8月に、42歳年下のヘレン・ハンティントン・ペギー・マーシャルと再婚したが、同年12月にニューヨークで他界している。